# Silvio Mantelli
Don Silvio Mantelli, noto anche con il nome d'arte di Mago Sales (Novello, 22 gennaio 1944), è un presbitero e illusionista italiano, sacerdote salesiano e con l'hobby della prestidigitazione.

## Biografia
Silvio Mantelli nasce a Novello il 22 gennaio 1944.
Sacerdote salesiano e prestigiatore, è noto per le missioni di volontariato in tutto il mondo: attraverso la magia Don Silvio ha ideato progetti e spettacoli per “portare un sorriso” ai bambini in difficoltà in Africa, America e Asia.
Fin da piccolo considerava la scuola “una medicina amara” e capì quasi da subito che la strada che conduceva alla magia gli avrebbe riservato non poche sorprese.
Nel 1955, già intrapresi gli studi salesiani, rimase profondamente colpito da un circo che si fermò per una tappa proprio a Novello: decise anche di scappare con loro, ma l’esperienza si rivelò un insuccesso dal momento che venne riportato di peso a casa dopo soltanto qualche ora.
Nel 1957 allestì il primo spettacolo di magia con il nome di Mago Mandrake. Nel 1963 entrò come novizio salesiano a Monte Oliveto presso Pinerolo: qui venne a conoscenza di un manuale sui giochi di prestigio che segnò profondamente il suo cammino di mago. Ben presto iniziò ad allestire i primi spettacoli per i ragazzi dell’oratorio.
Si trasferì per tre anni nel Canavese diplomandosi e diventando maestro elementare. In quegli anni fondò il suo primo circolo magico dedicandolo al fondatore dei Padri Salesiani Don Bosco. Nel 1966 seguì l’iscrizione al Circolo magico italiano a Torino dove venne a conoscenza di alcuni grandi artisti del trucco magico. Nel 1969 si trasferì per quattro anni vicino a Napoli studiando teologia e imparando il gioco delle tre carte e dei bussolotti.
Successivamente ritornò in Piemonte, trascorse un periodo di tempo a Saluzzo e a Cuneo laureandosi a Torino in pedagogia.
Ordinato sacerdote nel 1973, si definisce prete per vocazione e mago per passione e conduce spettacoli in Italia e in tutto il mondo, attraverso le missioni salesiane. È stato in più di 25 paesi dell'Africa, delle Americhe e dell'Asia, con circa 250 spettacoli l'anno, e partecipa a progetti di utilizzo della prestigiazione nell'ambito delle attività di volontariato ("Magiciens sans frontieres" e "Disarmo dei bambini": quest'ultima prevede di regalare ai bambini una bacchetta magica in cambio di un'arma giocattolo).
La conoscenza con Arturo Brachetti avvenne nel 1980, quando il trasformista più famoso al mondo era un ragazzino che frequentava un centro estivo nella colonia salesiana di Gressoney, fu l’inizio di una profonda e lunga amicizia. Erano gli anni di Mandruga “la strega che toglie la ruga”, il pagliaccio Sbrendola, il mago cinese “A me li oci”, il “fantasma con l’asma” e tanti altri ancora.
Nel 1983 trascorse un periodo di tempo a Montecarlo lavorando come aiuto regista per due programmi televisivi: “Gli affari sono affari” e “Bim Bum Bambino”. Poco dopo concluse questa esperienza per trasferirsi a Grugliasco, riprendendo il lavoro da insegnante e mago. Nel 1992, con l’aiuto di Arturo Brachetti, allestì il suo primo grande spettacolo di magia, una commedia dal titolo “Il giro del mondo in 80 minuti”. Non tardò a rendere reale il progetto, iniziando a girare per il mondo fra i villaggi africani, le Ande, l’Indonesia e il Brasile, portando con sé trucchi, costumi, bacchetta e cilindro magico.
Questi furono gli anni dei grandi spettacoli rivolti alle persone bisognose di aiuto: degno di nota quello svoltosi di fronte a Madre Teresa di Calcutta.
Una vita trascorsa in giro per il mondo intrattenendo bambini e adulti, riportando il sorriso e attivando progetti di beneficenza.
È stato mentore di Arturo Brachetti e di altri artisti del teatro d'animazione. Dirige il giornale chiamato Sim Sales Bim.
Il 27 aprile 2013 ha inaugurato a Cherasco il Museo della Magia.